# Vela nos Jogos Pan-Americanos de 1951
As competições de vela nos Jogos Pan-Americanos de 1951 foram realizadas em Buenos Aires, Argentina. Esta foi a primeira edição dos Jogos Pan-Americanos.  Foram disputados eventos das classes Snipe e Star. Argentina e Brasil terminaram entre os dois primeiros em ambas as classes. Os Estados Unidos não participaram do torneio.

## Países participantes
Abaixo, a quantidade de atletas enviados por cada país, de acordo com o evento.
| CON           | Masculino | Masculino | Total  | Total   |
| CON           | Snipe     | Star      | Barcos | Atletas |
| ------------- | --------- | --------- | ------ | ------- |
| ARG Argentina | X         | X         | 2      | 4       |
| BRA Brasil    | X         | X         | 2      | 4       |
| CHI Chile     |           | X         | 1      | 2       |
| Total: 3 CONs | 2         | 3         | 5      | 10      |

## Medalhistas
| Evento         | Ouro                                    | Prata                                   | Bronze                                  |
| -------------- | --------------------------------------- | --------------------------------------- | --------------------------------------- |
| Snipe detalhes | Carlos Vilar Jorge Vilar ARG Argentina  | Jean Maligo Geraldo Queirós BRA Brasil  | sem premiação                           |
| Star detalhes  | Roberto Bueno Gastão Pereira BRA Brasil | Jorge Brauer Emilio Momps ARG Argentina | Adolfo Hurtado Kurt Angelbeck CHI Chile |